# Quinish Point
Quinish Point är en udde i Storbritannien.   Den ligger i kommunen Argyll and Bute och riksdelen Skottland, i den nordvästra delen av landet, 700 km nordväst om huvudstaden London. Quinish Point ligger på ön Inner Hebrides.
Terrängen inåt land är kuperad österut, men åt sydväst är den platt. Havet är nära Quinish Point åt nordväst. Runt Quinish Point är det mycket glesbefolkat, med 2 invånare per kvadratkilometer. Närmaste större samhälle är Tobermory, 8,9 km öster om Quinish Point. Trakten runt Quinish Point består i huvudsak av gräsmarker.